# Roosmarijn Beckers
Roosmarijn Beckers (Sint-Truiden, 23 oktober 1986) is een Belgisch Vlaams-nationalistisch politica voor het Vlaams Belang.

## Levensloop
Beckers behaalde in 2008 een master in de geschiedenis aan de Katholieke Universiteit Leuven en volgde er daarna tot 2009 een lerarenopleiding geschiedenis, kunst en muziek. Van 2009 tot 2011 was ze leerkracht en daarna werd ze huisvrouw en tot 2019 meewerkende echtgenote in het advocatenkantoor van haar man.
Haar moeder Marleen Govaerts zetelde van 2003 tot 2007 voor het Vlaams Belang in de Kamer van volksvertegenwoordigers. Ook Roosmarijn Beckers werd politiek actief voor het Vlaams Belang. In 2006 werd ze verkozen in de gemeenteraad van Sint-Truiden, maar ze besloot haar zetel af te staan ten voordele van haar moeder, die ook verkozen was. Nadat haar moeder bij de lijstvorming voor de verkiezingen van 2007 aan de kant werd geschoven, besloot Beckers de politiek te verlaten omdat ze het Vlaams Belang als vrouwonvriendelijk beschouwde.
Bij de verkiezingen van mei 2019 overtuigde Vlaams Belang-voorzitter Tom Van Grieken haar om terug te keren naar de politiek. Beckers gaf als motivatie voor haar terugkeer enerzijds de nieuwe wind die onder Van Grieken binnen de partij waaide en anderzijds haar ontgoocheling inzake de geringe verwezenlijkingen van N-VA na de verkiezingen van 2014.
Vanop de tweede plaats van de Vlaams Belang-lijst in de kieskring Limburg werd ze verkozen in het Vlaams Parlement met 11.639 voorkeurstemmen. Beckers ging er zetelen in de Commissie Onderwijs en fungeerde als kopvrouw van haar fractie op dit domein. Concreet legde zij zich toe op de kwaliteit van het basisonderwijs, de begeleiding van kinderen met leer- en zorgnoden (onder andere de hervorming van het M-decreet naar het nieuwe Leersteundecreet), de digitalisering van het onderwijs (onder meer de Digisprong-operatie en professionalisering van scholen inzake ICT-beleid). Bij de Vlaamse verkiezingen van 9 juni 2024 werd ze opnieuw vanop de tweede plaats van de Vlaams Belang-lijst verkozen met 13.733 voorkeurstemmen. 
Sinds januari 2025 is Roosmarijn Beckers eveneens gemeenteraadslid van Sint-Truiden.
Tevens is ze publicist op de Vlaamsgezinde opiniesite Doorbraak.

## Privé
Beckers is moeder van drie dochters. In september 2022 werd bij haar borstkanker vastgesteld. Hierdoor werd ze genoodzaakt om tussen september 2022 en april 2024 haar parlementaire activiteiten op een lager pitje te zetten. Beckers is een zelfverklaard "cultureel katholiek, maar niet praktiserend". 